# Jules Boedt
Jules Charles Stanislas Boedt (Brugge, 3 juli 1884 - Beernem, 2 oktober 1966) was een Belgisch  liberaal volksvertegenwoordiger en advocaat.

## Levensloop
Jules Boedt werd opgevoed in een flamingantisch vrijzinnig burgerijgezin en volgde middelbare studies aan het Koninklijk Atheneum in Brugge (Retorica 1903), waar hij onder meer Julius Sabbe als leraar had en lid was van de leerlingenvereniging Van Maerlant's Zonen. Daarna behaalde Boedt zijn diploma van doctor in de rechten aan de Universiteit Gent. Hij schreef zich als advocaat in bij de Balie van Gent, maar kwam in 1913 over naar de Balie van Brugge. Hij trouwde met Marie Thooris, dochter van advocaat en stafhouder Albert Thooris.
Als advocaat had hij jarenlang problemen met cliënten die klachten over hem hadden. Hij verkeerde bestendig in geldnood. Zijn schoonvader moest heel wat schulden voor hem vereffenen, tot hij zelf in geldnood kwam. Na heel wat moeilijkheden verliet Boedt de balie in 1938. Hij werd geestesziek en onder voogdij geplaatst.

## Politiek
In 1911 werd Boedt tot liberaal gemeenteraadslid van Brugge verkozen en bleef dit tot in 1933.
Tijdens de Eerste Wereldoorlog nam hij een passivitische houding aan. In 1916 was hij aanwezig bij de opening van de Von Bissing Universiteit in Gent, wat hem later vaak werd verweten en zelfs aanleiding gaf tot een Kamerdebat.
Bij de verkiezingen van 1919 gingen de liberalen in het arrondissement Brugge verdeeld naar de kiezer. De Franstaligen scheurden zich af van de Liberale Volksbond, die onder leiding van Boedt stond, maar geen van de twee liberale lijsten haalde een zetel. Twee jaar later, bij de verkiezingen van 1921, was er weer eenheid bij de liberalen en kon de zwaar zieke Boedt dankzij de steun van onder meer Julius Hoste jr. zijn eerste plaats behouden. Hij werd verkozen als volksvertegenwoordiger en bleef de functie uitoefenen tot in 1929. Samen met Frans Van Cauwelaert en Philip Van Isacker ondertekende hij in december 1926 een wetsvoorstel voor amnestie. In 1929 verloor hij zijn zetel ten gunste van de onafhankelijke kandidaat Victor de Lille. In 1932 werd hij opnieuw verkozen en zetelde tot in 1936.
Vanaf mei 1935 deden geruchten de ronde dat Jules Boedt aan kleptomanie zou lijden. Dit betekende het einde van zijn politieke loopbaan.

## Verenigingen
Jules Boedt behoorde tot de Vlaamsgezinde, maar loyaal-Belgische vleugel van de liberale partij. Hij was actief in
- het Willemsfonds: vicevoorzitter van de 'Jonge garde' (1903), bestuurslid (1906) en voorzitter (1912-1935) van de Brugse afdeling
- het Liberaal Vlaams Verbond, waarvan hij voorzitter was (1928-1934).
- de Brugse Liberale Volksbond, waarvan hij voorzitter was (1919-1935).

Hij was ook lid van de Brugse vrijmetselaarsloge La Flandre.